# Фоминские
 Фоминские  — деревня в Шарангском районе Нижегородской области в составе Роженцовского сельсовета.

## География
Расположена на расстоянии примерно 9 км на юг по прямой от районного центра посёлка Шаранга.

## История
Упоминается с 1891 года как починок Фомичёвский, где в 1905 дворов 15 и жителей 102, в 1926 (деревня Фоминские или Фомичёвский) 16 и 97, в 1950 (Фоминские) 19 и 168. Основана в 1880-х годах выходцами из-под Яранска. Работали колхозы им. Куйбышева, «Роженцово».

## Население
Постоянное население составляло 12 человек (русские 100 %) в 2002 году, 7 в 2010.